# Hemiceras aena
Hemiceras aena är en fjärilsart som beskrevs av Paul Dognin 1911. Hemiceras aena ingår i släktet Hemiceras och familjen tandspinnare. Inga underarter finns listade i Catalogue of Life.